# Pseudoscops
Pseudoscops é um gênero de aves da família Strigidae.
As seguintes espécies são reconhecidas:
- Pseudoscops grammicus (Gosse, 1847)
- Pseudoscops clamator (Vieillot, 1808)